# De rit
De rit is een oorlogsverhaal met sciencefictioninvloeden geschreven door de Brit Christopher Priest in 1966. Het werd origineel onder de titel The run uitgegeven in 1974 in de verzamelbundel Real-Time World. In het Nederlandse taalgebied verscheen het in de bundel Vuurstorm bij Born NV Uitgeversmaatschappij in de serie Born SF (1978).  

## Het verhaal
Senator Robbins is onderweg van een militaire basis naar het parlementsgebouw. Er woedt een oorlog tussen zijn land en een Pan-Aziatisch verbond. Hij is van de harde lijn en wenst op grote schaal terug te vechten om de agressors een lesje te leren. Er zijn echter tal van tegenstrevers op pad. Tientallen werkloze jongeren, uitziende als langharig tuig, proberen hem ervan te weerhouden het parlementsgebouw te bereiken. Hoe dichter hij het gebouw nadert, des te fanatieker de jongeren worden. Robbins wil in eerste instantie op hen inrijden, maar begint toch steeds langzamer te rijden. Op slechts een paar meter afstand van de jongeren komt hij door zijn eigen geweten tot stilstand; hij kan het niet over zijn hart verkrijgen een of meerdere jongeren doelbewust te doden door ze omver te rijden. De Pan-Aziatische alliantie heeft geen “geweten”. Op het moment dat Robbins tot stilstand komt slaat een atoombom in in het parlementsgebouw. In de nucleaire wind en vuurbal komen alle jongeren om het leven. De senator wordt gered door zijn voertuig en door de jongeren, die hem weerhielden op tijd te zijn bij zijn afspraak in het gebouw. 